# Nanni Bertorelli
Nanni Bertorelli, all'anagrafe Giovanni Bertorelli (Barge, 6 giugno 1940 – Firenze, 29 luglio 1967), è stato un attore italiano.

## Biografia
Fratello maggiore dell'attore Toni Bertorelli e dell'attore e doppiatore Enrico Bertorelli, già durante gli studi, presso il Liceo classico " Vincenzo Gioberti" e la Facoltà di Architettura di Torino, si distingue come autore di testi teatrali amatoriali, dei quali cura anche le scenografie e la regia.
Nel tempo libero studia il pianoforte, dipinge e scrive poesie. Risale agli anni della formazione l'amicizia con il poeta Renzo Dolcetti, che darà origine ad un nutrito epistolario.

### Carriera

#### Teatro
La sua carriera professionale ha inizio a Torino nel 1957 con il Teatro dell'Officina, diretto da Italo Alfaro, e con il Teatro delle Dieci, diretto da Massimo Scaglione. Fra gli attori con cui condivide gli esordi:  Franco Alpestre, Luisa Durando (sua futura moglie), Adolfo Fenoglio, Ivana Erbetta,  Giovanni Moretti, Wilma D'Eusebio,  Claudio Parachinetto, Angiolina Quinterno, Luigi Diberti, Gigi Angelillo, Alberto Ricca, Elena Magoia, Bruno Alessandro.
Nel 1961 cura la regia di Ricorda con rabbia di John Osborne, recitando nella parte del protagonista Jimmy Porter, affiancato da Luigi Diberti; allestisce poi Pittura su legno (testo teatrale di Ingmar Bergman da cui era stato tratto Il settimo sigillo): nel cast, Bruno Alessandro, Vittoria Lottero, Gigi Angelillo, Ferruccio Casacci.
Nel 1965, scritturato dal Teatro Stabile dell'Aquila, prende parte a L'uomo, la bestia e la virtù di Luigi Pirandello, per la regia di Paolo Giuranna, con Mario Maranzana, Claudia Giannotti, Achille Millo.
Ancora nel 1965 raccoglie il primo importante successo teatrale con  Il dilemma del dottore di G.B. Shaw, prodotto dal Teatro Stabile di Genova per la regia di Paolo Giuranna, nella parte di Luigi Dubedat. La collaborazione con il Teatro Stabile di Genova lo vedrà prendere parte, inoltre a: Incidente a Vichy di Arthur Miller, La politica degli avanzi di Arthur Adamov, Arriva l'uomo del ghiaccio di Eugene O'Neil (regia di Luigi Squarzina) con Tino Buazzelli.
Contribuisce attivamente alla fondazione della compagnia di Tino Buazzelli, con il quale recita in ruoli principali in Macbeth di Shakespeare (Malcolm), Il Portiere di Harold Pinter (Aston), Eugene O'Neill Morte di un commesso viaggiatore di Arthur Miller (regia di Edmo Fenoglio).
Nella stagione 1966-1967, è Pip, il protagonista di Patatine di contorno di Arnold Wesker, produzione del Piccolo Teatro di Milano per la regia di Raffaele Maiello.
Nel 1967 è diretto da Luchino Visconti in Egmont di W.Goethe realizzato in occasione del Maggio Musicale Fiorentino con Elsa Albani, Nora Ricci, Romolo Valli, Renzo Montagnani, Giorgio De Lullo, Ottavia Piccolo, Carlo Giuffré e altri.
Il suo ultimo spettacolo, Arden of Feversham, basato su testo di anonimo elisabettiano, andò in scena al Teatro Metastasio di Prato, nell'estate del 1967, con Anna Miserocchi, Carlo Hintermann e Vittorio Di Prima.

#### Radio
Nel 1957 entra a far parte della Compagnia di prosa della Rai, prendendo parte in ruoli principali a numerosi sceneggiati radiofonici e televisivi, diretto da nomi come Edmo Fenoglio, Anton Giulio Majano, Gianfranco De Bosio e Luigi Squarzina.
Dal 1961 collabora anche con Radio Lugano (RSSI).
Nel 1965 è protagonista dello sceneggiato radiofonico Se questo è un uomo tratto dall’omonimo romanzo di Primo Levi, per la regia di Giorgio Bandini.
Nel 1966  è ancora protagonista, per la Rai, de Il Drago di Evgenij Schwartz, regia di Paolo Giuranna.

#### Cinema
Nel 1967 scrive, interpreta e dirige il cortometraggio Controra e il lungometraggio La piena terrà duro, con gli attori Bruno Alessandro, Luisa Bertorelli, Alberto Ricca e Gigi Angelillo.

### Morte
Morì ancora giovane in un incidente automobilistico il 29 luglio 1967, lasciando la moglie Luisa e due figlie, Nicoletta e Valentina, di 5 e 3 anni.

## Riconoscimenti
Nel 1967 riceve la "Noce d'oro" per Patatine di contorno e la "Cappelletta d'oro" per il film La piena terrà duro.
Nel 1968 riceve alla memoria il Premio "S. Genesio" per il teatro di prosa. Premiati nella stessa edizione: Giorgio Strehler, Valentina Cortese, Salvo Randone, Carmen Scarpitta, Eros Pagni, Ezio Frigerio.

## Filmografia

### Cinema
- Il mondo senza gamberi, regia di Guglielmo Morandi (1964)
- La piena terrà duro (1967)

### Televisione
- Il drago, regia di Paolo Giuranna (1965)

### Cortometraggi
- Controra (1966)